# Carant de les Bruixes
El Carant de les Bruixes és un carant del terme municipal de Castell de Mur (antic terme de Mur), del Pallars Jussà, situat en terres del poble de Vilamolat de Mur.
És al sud de Vilamolat de Mur, al sud-oest dels Horts de Rius i a ponent de la Vinya de Rius.